# Милован Видаковић
Милован Видаковић (Неменикуће, 1780 — Пешта, 28. октобар 1841) био је српски писац, a сматра се и за зачетника српског романа и једног од најчитанијих српских писаца свога времена. Био је противник Вукове реформе.

## Биографија
Рођен у селу Неменикуће под Космајем, детињство је провео без школе, идући за овцама и козама, уз оца, имућнијег, али неписменог сељака. Једини духовни утицај вршила је на њега епска народна традиција. У току Кочине крајине 1787—1791. године живео је прво у збегу, а затим са оцем и осталим сељанима побегао у Срем. Отац се ускоро вратио, оставивши га рођацима у Иригу. О својој младости, селу, Космају и бегу оставио је касније опширан запис. У Иригу је пошао у школу, а учио је и трговину. Преживео је катастрофалну иришку кугу 1795/96. Гимназију је завршио у Сегедину, Темишвару и Новом Саду, филозофију у Сегедину и Кежмарку, где је био уписан и на права. За време читавог школовања Видаковић се издржавао подучавајући млађе ђаке. Уз школска знања њега интересују и језици. Научио је латински, немачки, мађарски и помало француски. Био је школски друг, а касније и близак пријатељ, Димитрију Давидовићу, који је, током школовања, био под снажним Видаковићевим утицајем кога је сматрао за свог ментора.
У јесен 1817. постављен је за професора српске гимназије у Новом Саду, којој је ускоро (1819) затим на чело стао Павле Јосиф Шафарик. Отпуштен је на пречац 1824. године одлуком Патроната гимназије, а по Константину Јиречеку, који наводи речи директора Шафарика, било је то "јер му је старојелинска (грчка) еротика била веома угодна". Од тада је живео као приватни учитељ, у Темишвару, Сремским Карловцима и Пешти. Већи део живота провео је као самац и у беспарици. Последње године свога живота провео је у Пешти. Код њега на стану су сви српски ђаци имали смештај. Сахрањен је на српском гробљу у Пешти; надгробни споменик му је о свом трошку подигла Матица српска.

## Дела
Видаковић је био врло плодан писац и вероватно најчитанији српски аутор свога доба. Писао је песме, спевове и романе, а писао је (али није довршио) и аутобиографију која је објављена тек постхумно. На Видаковићево стваралаштво утицај су остварили српско епско песништво, историографски рад Јована Рајића, затим дела Павла Соларића и Атанасија Стојковића и дела многих немачких романописаца ниже књижевне вредности.
Најпознатији је као романописац. Иако није први писац романа (пре њега су се у овој, тада још у српској средини новој форми, огледали Атанасије Стојковић и Никола Шимић) он је већ самом обимношћу свог опуса сасвим изразита појава на књижевној сцени тог доба. Први се романом професионално бавио и утврдио ову врсту књижевности код Срба оставивши за собом читаву школу писаца који су се угледали на њега. За узор су му служили немачки романи популарне књижевности.
Бирајући пустоловне и егзотичне теме, Видаковић је у својим делима тежио да разоноди, али уједно није одустајао од намере да васпита, те су његови романи пуни моралних и животних поука. Језик његових дела је извештачени руско-српски и због њега је имао највише проблема са наступајућим младим писцима романтичарске провенијенције.
И поред тога што му је Вукова критика уништила репутацију писца, Видаковићеви романи остали су међу најчитанијом прозом на српском 19. века, а последња издања појавила су се на осавремењеном језику између два светска рата.
Најпознатија дела су му "Усамљени јуноша" (1810), "Велимир и Босиљка" (1811), "Љубомир у Јелисијуму" (1814, 1817, 1823), "Силоан и Милена" (1829), "Путешествија у Јерусалим" (1834), "Песн ироическа" (1839) и "Селим и Мерима" (недовршено, 1839). Написао је и прву биографију Димитрија Давидовића убрзо након Давидовићеве смрти 1838. године. Написао је и један уџбеник латинског језика као и више поетских дела.

## Занимљивости
- Прве књижевне критике у Срба написао је Вук Стефановић Караџић на Видаковићеве романе Усамљени јуноша и Љубомир у Јелисијуму у којима је жестоко напао његов, по Вуковом мишљењу, извештачени стил.
- У манастиру Тресије одржава се сваке године манифестација „Дани Милована Видаковића“, између Ивањдана (7. јул) и Петровдана (12. јул).[4]
- По њему се зове Библиотека “Милован Видаковић” у Сопоту.

Тек што је какво Српче или Српкиња дорасла да може књиге читати, већ је Видаковића у руке узела. Свака класа радо га је читала.

— Јаков Игњатовић

## Дела
- Историја о прекрасном Јосифу (спев; Будим, 1805)
- Усамљени јуноша (роман; Будим, 1810)
- Велимир и Босиљка (Будим, 1811)
- Љубомир у Јелисијуму (у три књиге; Будим, 1814, 1817, 1823)
- Млади Товија; приповетка у стиховима (Будим, 1825)
- Касија Царица (Будим, 1827)
- Силоан и Милена Српкиња у Енглеској (Будим, 1829)
- Љубезна сцена у веселом двору Иве Загорице, приповетка из српске историје (1834)
- Путешествије у Јерусалим (спев; Будим, 1834)
- Граматика српска (Пешта, 1838)
- Песн ироическа о Св. Ђорђу, у стиховима (Нови Сад, 1839)
- Селим и Мерима (недовршени роман; Нови Сад, 1839)
- Смесице: 10 разних чланака (Пешта, 1841)
- Историја српског народа, по Рајићу (у 4 књиге; Београд 1833-37)
- Автобиографија Милована Видаковића, Гласник Српског ученог друштва 1871,30

### Преводи
- Љубав к младој Музи Српској (с латинског; Пешта, 1812)
- Дјевица из Маријенбурга (с немачког; 1836)
- Благодарни отрок (с немачког; Будим, 1836)

## Галерија
- Насловна страна спева Историја о прекрасном Јосифу (1805)
- Насловна страна збирке поезије Љубов к младој Муси сербској (1812)
- Прве две стране романа Силоан и Милена (1829)
- Насловна страна спева Путешествије в Јерусалим (1834)
- Насловна страна Граматике сербске (1838)
- Насловна страна спева Песн ироическа о свјатом В. М. Георгију (1839)